# Dirphia romani
Dirphia romani är en fjärilsart som beskrevs av Felix Bryk 1953. Dirphia romani ingår i släktet Dirphia och familjen påfågelsspinnare. Inga underarter finns listade i Catalogue of Life.